# Woman From Tokyo
„Woman From Tokyo“ je skladba britské hard rockové kapely Deep Purple z alba Who Do We Think We Are, vydaná též jako singl. Jedná se zároveň o jedinou opravdu úspěšnou píseň této poněkud nevýrazné desky.

## Historie
Deep Purple ji natočili během prvních nahrávacích schůzek alba Who Do We Think We Are v červenci 1972 v Římě společně s nevydanou Painted Horse. Poté museli nahrávání přerušit kvůli turné po Japonsku, z něhož vzešlo vynikající živé album Made In Japan. Tato skutečnost zároveň vyvrací časté tvrzení, že Woman From Tokyo byla inspirována právě zážitky z tohoto turné. Vzhledem k datu pořízení spíše odrážela očekávání, která kapela od koncertní šňůry měla.
Skladbu otevírá jemný part na bicí a záhy také pro Deep Purple charakteristický chytlavý kytarový riff, díky němuž je snadno rozpoznatelná. Instrumentálně ji však pohánějí hlavně Lordovy varhany. Klávesista hrál hlavní part i v tlumené střední části. Po druhém refrénu se píseň zklidňuje a Jon Lord předvádí jemnou melodickou hru na klavír, při níž se skladba postupně ztiší skoro na minimum, načež na scénu znovu vtrhne celá kapela s hlavním riffem přecházejícím do poslední sloky a refrénu. V závěrečné minutě Lord přidává barový part opět na klavír a za opakování „my woman from Tokyo“ se song vytrácí do ztracena. Kytarista Ritchie Blackmore, jenž nebyl během nahrávání v nejlepší skladatelské formě, přispěl pouze kratičkým sólem před posledním refrénem.
Zpěvák Ian Gillan coby hlavní autor textu složil klasické tři sloky a refrén na své oblíbené téma: opěvuje krásnou ženu, tentokrát z Tokia. Doplnil je verši ve střední části, kde naříká nad svou samotou po svém návratu domů. Melancholická nálada jeho slov velmi dobře ladí s jemnou klavírní mezihrou.[zdroj?]

## Singl
Woman From Tokyo vyšla několik týdnů po albu Who Do We Think We Are i na jediném singlu z této desky. V německé hitparádě skončila na 16. příčce, v belgické pak na 23. příčce. V americkém žebříčku stačila pouze na 60. místo. Největším překvapením však bylo, že tento singl vůbec nevyšel v Británii, navzdory tomu, že pro něj vytvořili i katalogové číslo.

## Ohlasy a přijetí
Z písně se už krátce po vydání stal navzdory očekávání kapely žádaný hit a lze ji najít na většině best of kompilací. Z dlouhodobého hlediska jde také o jedinou úspěšnou skladbu z desky Who Do We Think We Are nabízející jinak spíše průměrné skladatelské počiny.[zdroj?]

## Živá provedení
K překvapení (a také nelibosti) fanoušků však Deep Purple tuto píseň v sedmdesátých letech nikdy nehráli živě a to ani během japonského turné. Objevila se sice v tracklistu živého alba Last Concert In Japan z roku 1977, ve skutečnosti se však jednalo pouze o ústřední riff hraný Jonem Lordem během jeho improvizace. Přiřazení známého hitu do tracklistu byl obchodní tah vydavatelství ve snaze vylepšit reputaci této nepovedené desky.
Na koncerty Woman From Tokyo poprvé plnohodnotně pronikla až po obnovení druhé sestavy v roce 1984.

## Sestava
- Ritchie Blackmore – kytara
- Ian Gillan – zpěv
- Roger Glover – baskytara
- Jon Lord – varhany,klavír
- Ian Paice – bicí